# Brixlegg
Brixlegg é um município da Áustria, situado no distrito de Kufstein, no estado do Tirol. Tem 9,12 km² de área e sua população em 2019 foi estimada em 3.023 habitantes.